# Мотор (Цойленрода)
«Футбольний клуб Мотор Цойленрода (нім. Fußballclub Motor Zeulenroda e.V.) — німецька футбольна команда з міста Цойленрода-Трібес, з землі Бранденбург (на західному кордоні Берліну). У 2014 році команда об'єдналася з «Трейбесером», з того часу виступає в Ландескляссі Тюрингія.

## Статистика виступів

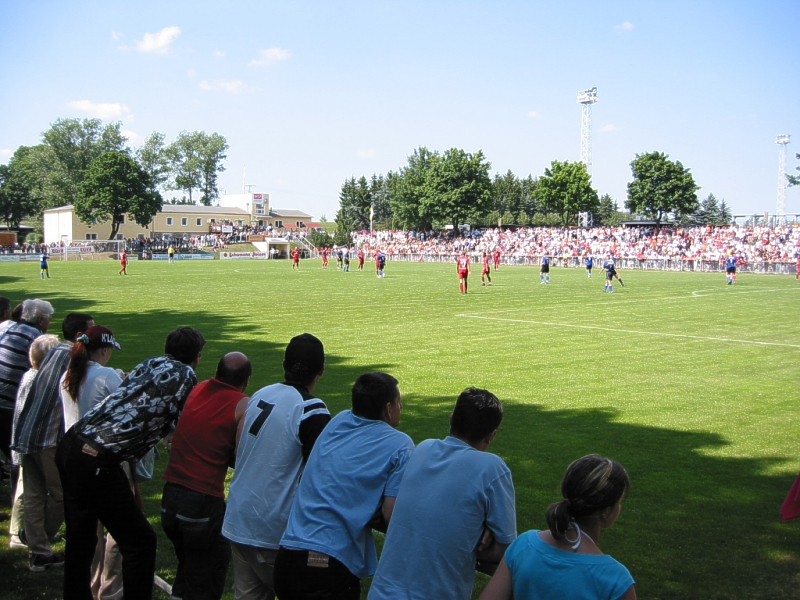
Вальдштадіон під час товариського матчу між «Кайзерслаутерном» та регіональною командою зі Східної Тюрінгії

- 2000 Крейскляссе (група II): 1-ше місце
- 2001 Крейсліга: 1-ше місце
- 2002 Безірксліга (група III): 2-ге місце
- 2003 Безірксліга (група III): 1-ше місце
- 2004 Ландескляссе Тюрингія (група «Схід»): 8-ме місце
- 2005 Ландескляссе Тюрингія (група «Схід»): 2-ге місце
- 2006 Ландескляссе Тюрингія (група «Схід»): 10-те місце
- 2007 Ландескляссе Тюрингія (група «Схід»): 1-ше місце
- 2008 Тюрингзька ліга: 15-те місце
- 2009 Ландескляссе Тюрингія (група «Схід»): 2-ге місце
- 2010 Тюрингзька ліга: 13-те місце
- 2011 Тюрингзька ліга: 17-те місце
- 2012 Ландескляссе Тюрингія (група «Схід»): 7-ме місце
- 2013 Ландескляссе Тюрингія (група «Схід»): 5-те місце
- 2014 Ландескляссе Тюрингія (група «Схід»): 11-те місце
- 2015 Ландескляссе Тюрингія (група «Схід»): 10-те місце
- 2016 Ландескляссе Тюрингія (група «Схід»): 4-те місце
- 2017 Ландескляссе Тюрингія (група «Схід»): 7-ме місце
- 2018 Ландескляссе Тюрингія (група «Схід»): 9-те місце
- 2019 Ландескляссе Тюрингія (група «Схід»): 7-ме місце
- 2020 Ландескляссе Тюрингія (група «Схід»): 7-ме місце

## Відомі гравці
- / Віктор Сахно